# Diogo Piçarra
Diogo Miguel Ramires Piçarra (Faro, 19 de outubro de 1990), conhecido publicamente como Diogo Piçarra, é um cantor português. Piçarra ganhou fama após participar na edição de 2012 do talent show Ídolos, que venceu.

## Biografia
Diogo concorreu ao programa da SIC Ídolos, em 2009 (edição em que o cantor chegou à fase de piano), e na Operação Triunfo, em 2010, mas sem resultados significativos.
Desde cedo começou a sua paixão pela música e com 17 anos criou a banda Fora da Bóia juntamente com Tiago Brito, Márcio Marreiros, Diogo Simão, Wilson Pires que durou até 2011[carece de fontes?]. O ponto alto dos Fora da Bóia foi durante lançamento do ep 49,5, com temas como "Soma e Segue", "O Dia a Seguir", "Lado Bom e Mau", "Jazida", "Doce Alívio" e “Marca", entre outros, tendo alguns desses mesmo temas passado em rádios portuguesas como a Antena 3 e Best Rock FM. A banda durou 4 anos e tocou por todo o país, tendo participado e ganho alguns concurso de bandas na época obtendo, sucesso significativo dentro e fora da região do Algarve. Diogo teve de deixar a banda para prosseguir com a licenciatura, que terminou numa universidade na República Checa.
Em 2012, venceu a 5.ª edição do concurso Ídolos. Como prémio ganhou um automóvel, uma bolsa de estudo na London Music School e a gravação de um álbum para a editora Universal.
A 17 de fevereiro de 2016, Diogo lançou um livro intitulado "Diogo Piçarra em Pessoa". Ainda em 2016, foi homenageado com uma estrela no Nirvana Studios - Wall of Fame.

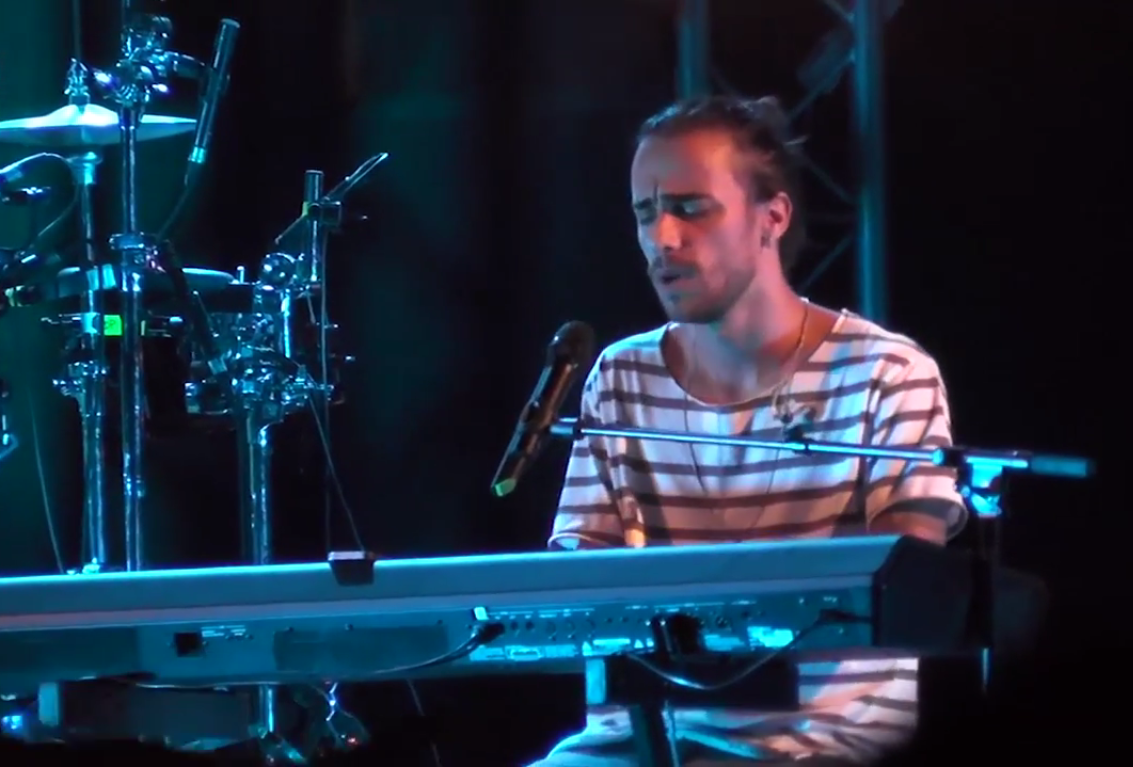
Concerto de Diogo Piçarra em Mirandela, agosto de 2016

Em abril de 2017, lança o seu segundo álbum, do=s ("dois"), que contém colaborações com os vocalistas portugueses Valas e April Ivy. Esse seu álbum foi escrito e composto pelo próprio  Diogo Piçarra. Um dos singles do álbum, "História", acabou por tornar-se single de ouro. Mais tarde, nesse mesmo ano, reedita do=s com mais sete temas, incluindo "90", "Entre as Estrelas" - um single do rapper português Jimmy P em que Diogo participa -, assim como o single do grupo Karetus a que emprestou a voz, "Wall of Love" e uma cover de "Can't Help Falling In Love", tema de Elvis Presley.
Tanto Espelho como do=s lideraram a tabela de álbuns portuguesa nas respetivas semanas de lançamento.
Concorreu ao Festival RTP da Canção de 2018, na segunda semifinal, tendo sido o primeiro classificado na mesma e passando à final, com o tema "Canção do Fim". Porém, depois foi acusado de plagiar na mesma canção um tema de 1976 interpretado pelos The Maranatha Singers, "Open Our Eyes" e, mesmo recusando o plágio, Piçarra acabou por anunciar a sua desistência do festival. "Canção do Fim" era tida como a favorita à vitória no Festival RTP da Canção de 2018.[carece de fontes?]
Também em 2018 lançou o seu segundo EP, Abrigo, e um álbum ao vivo, Coliseus - Ao Vivo, gravado em outubro de 2017.
Em 2019, trabalhou como produtor no álbum Despedida, da cantora galega Sabela Ramil. Em novembro de 2019, o artista lançou o seu terceiro álbum de originais, South Side Boy. Segundo Diogo Piçarra, o álbum "simboliza os nossos medos, as nossas falhas, as nossas inseguranças e dúvidas".
Em 2021 lança uma "atualização" do seu álbum South Side Boy, com as músicas "Promessas", uma com e sem o artista Infante, "Chama-me" e "Silêncio", esta também em versão acústica. Nesse álbum lança também as versões ao vivo de "Noites", "Coração", "Diferente", "Normal" e "Escuro". A este "álbum atualizado" intitula-o de "South Side Boy Extra".
Em 2025 é lançado o EP Chuva.

## Vida pessoal
Diogo tem um irmão gémeo chamado André Piçarra, a quem dedicou o tema "90" (referência ao ano em que ambos nasceram, 1990), lançado em outubro de 2016.
A sua esposa é Melanie Jordão, estudante de maquilhagem e styling. Em 3 de Março de 2020, Melanie teve a primeira filha do casal, chamada Penélope. Anos depois, casaram-se no Algoz (concelho de Silves).

## Discografia
Álbuns e EP de estúdio
- Sessions (EP, Universal, 2014)
- Espelho (álbum, Universal, 2015) [Disco de platina]
- do=s (álbum, Universal, 2017) [Disco de ouro]
- Abrigo (EP, Universal, 2018)
- South Side Boy (álbum, Universal, 2019)
- SNTMTL (álbum, Universal, 2024)
- Chuva (EP, Universal, 2025)

Álbuns ao vivo
- Coliseus - Ao Vivo (Universal, 2018)
- Ao Vivo No Altice Arena (Universal, 2022)

## Prémios

### MTV Europe Music Awards
| Ano  | Categoria                | Resultado |
| ---- | ------------------------ | --------- |
| 2018 | Melhor Artista Português | Venceu    |
| 2020 | Melhor Artista Português | Indicado  |
| 2021 | Melhor Artista Português | Venceu    |

### Play - Prémios da Música Portuguesa
| Ano  | Categoria                | Trabalho  | Resultado |
| ---- | ------------------------ | --------- | --------- |
| 2019 | Melhor Artista Solo      |           | Indicado  |
| 2020 | Melhor Artista Masculino |           | Indicado  |
| 2023 | Canção do Ano            | "Sorriso" | Indicado  |

### International Portuguese Music Awards
| Ano  | Categoria         | Trabalho                                                            | Resultado |
| ---- | ----------------- | ------------------------------------------------------------------- | --------- |
| 2025 | Melhor Videoclipe | "Amor de Ferro" (com Pedro Abrunhosa)(realizado por André Tentúgal) | Indicado  |
| 2025 | Performance Pop   | "Amor de Ferro" (com Pedro Abrunhosa)                               | Indicado  |

### Prémio Cinco Estrelas
| Ano  | Premiação             | Categoria | Resultado |
| ---- | --------------------- | --------- | --------- |
| 2025 | Prémio Cinco Estrelas | Música    | Venceu    |

### Fornova Melhores do AnoNova Era
| Ano  | Categoria           | Resultado |
| ---- | ------------------- | --------- |
| 2020 | Melhor Act Nacional | ?         |